# جاناتان گالاسی
جاناتان گالاسی (انگلیسی: Jonathan Galassi؛ زادهٔ ۱۹۴۹) مترجم اهل ایالات متحده آمریکا است.
وی همچنین برندهٔ جوایزی همچون کمک‌هزینه گوگنهایم شده‌است.